# Лишт
Лишт или Эль-Лишт — египетский посёлок, расположенный на юге Каира. Вблизи посёлка расположены царские захоронения времён Среднего царства, включая пирамидальные комплексы построенные Аменемхетом I и Сенусертом I. Две главные пирамиды были окружены пирамидами меньшего размера, принадлежащих членам царской семьи, а также мастабами высокопоставленных чиновников и их членов семьи. Они были построены в промежутке между XII и XIII династиями. Эта местность так же получила известность благодаря нетронутой грабителями гробнице Сенебтиси, в которой были найдены украшения. Среди захоронений данного периода лучше всех сохранился пирамидальный комплекс Сенусерта I. В гробнице жреца Сесенебнефа был найден саркофаг, на стенках которого изображена одна из ранних версий Книги мёртвых.

## Описание
Лишт находится на западном берегу Нила в 65 км южнее Каира. Некрополь Лишта расположен вблизи города Иттауи.
На момент постройки некрополя, столицей в Египте были Фивы. Аменемхет I перенёс столицу из Фив в Итж-Тауи, поскольку он располагался при въезде в Файюм и был идеальным местом для контроля за Верхним и Нижним Египтом. Другими возможными причинами перенесения столицы могли быть желание увеличить производство сельскохозяйственной продукции и земель под мелиорацию в данном регионе. Руин самого Итж-Тауи найдено не было и единственным свидетельством его существования может быть наличие большого количества керамики в этой области. Другим свидетельством могут быть пирамиды первых правителей XII династии Аменемхета и его сына Сенусерта. Их пирамиды находятся в полуразрушенном состоянии. Пирамида Аменемхета возвышается всего на 20 м над землёй.

## Раскопки
Первым, кто исследовал данный регион, был египтолог Гастон Масперо. С 1906 по 1934 работы в Лиште проводились Египетской экспедицией от нью-йоркского музея Метрополитен. В дальнейшем этим же музеем была организована новая экспедиция, которая длилась с 1984 по 1991 год.
16 сентября 2018 года в районе деревни Лишт, учёные обнаружили древнее кладбище (более 800 гробниц), возраст которого превышает 4 тыс. лет. 

## Гробницы южного Лишта
- Пирамида Сенусерта I
- Гробница Сенусерт-Анха[англ.]
- Гробница некоего Сенусерта, «шахта Хапи», найденная нетронутой
- Гробница Интефа (?)
- Французская гробница
- Гробница Имхотепа
- Гробница Ментухотепа[англ.]
- Гробница Южный-Хор А
- Гробница Южный-Хор B
- Гробница А в Южной области
- Гробница Джхути
- Гробница Ипи
- Гробница D в Южной области
- Гробница Е в Южной области
- Гробница Сехетепибраанха[англ.]

## Гробницы северного Лишта
- Пирамида Аменемхета I
- Гробница 384 Рехуэрджерсена[англ.]
- Гробница 400 Интефикера[англ.]
- Гробница 470 Сенимеру
- Гробница 493 Нахта
- Гробница 758 сановника Сенусерта[англ.], находящаяся в одной шахте с гробницей Сенебтиси
- Гробница 954
- Гробница 956